# Refugi antiaeri del Jardí de la Infància
El refugi antiaeri del Jardí de la Infància és un element de defensa passiva utilitzat durant la Guerra Civil Espanyola (1936-1939). Aquest refugi antiaeri es va construir el 1938, i té un total de 584,67 m² (dels quals només 372,73 m² són útils) Estava preparat per acollir més de 600 persones. Per poder construir-lo es van invertir 750.000 pessetes.
Actualment aquest espai forma part dels espais de memòria de la Guerra Civil i l'exili. A Girona també existeixen el refugi de la Plaça del Carril (Plaça Poeta Marquina) i el de les Bernardes, actualment no són visitables. Aquest refugi depèn de l'Ajuntament de Girona i del Museu d'Història de Girona.

## Descripció de l'espai
El refugi antiaeri està situat sota terra. Per accedir-hi hi havia un total de dues escales (actualment només s'hi pot entrar per una d'elles). En el seu interior hi ha un passadís que comunica amb un total de 10 sales. Totes les sales estan connectades les unes amb les altres, ja que en cas d'esfrondrament cada habitació disposava de diverses sortides per poder evacuar la població.En el refugi hi havia llums elèctrics i un total de 27 tubs de ventilació. Per aconseguir que fos més segur la superfície va ser coberta amb un túmul de terra d'aproximadament dos metres d'alçada.

## Altres refugis de Girona
- Refugi antiaeri de les Bernardes.